# Björnkobben
Björnkobben är en ö i Finland. Den ligger i Skärgårdshavet och i kommunen Kimitoön i den ekonomiska regionen  Åboland i landskapet Egentliga Finland, i den sydvästra delen av landet. Ön ligger omkring 55 kilometer sydöst om Åbo och omkring 120 kilometer väster om Helsingfors.
Öns area är 0,9 hektar och dess största längd är 130 meter i öst-västlig riktning.